# Lützen
Lützen er en lille by i den tyske delstat Sachsen-Anhalt som blev kendt i verdenshistorien som dødssted for den svenske konge Gustav 2. Adolf af Sverige i 1632. Byen ligger cirka 20 km vest for Leipzig.